# Villanueva de la Serena
Villanueva de la Serena község Spanyolországban, Badajoz tartományban. Villanueva de la Serena Don Benito, Rena, La Coronada, Magacela és La Haba községekkel határos. Lakosainak száma 25 784 fő (2024).

## Népesség
A település népessége az utóbbi években az alábbiak szerint változott:
| Lakosok száma | 23 997 | 24 491 | 24 932 | 25 838 | 26 076 | 26 101 | 25 992 | 25 667 | 25 837 | 25 784 |
|               | 2001   | 2004   | 2006   | 2009   | 2011   | 2014   | 2016   | 2019   | 2021   | 2024   |